# Johannes Neuhäusler
Johannes Neuhäusler (* 27. Januar 1888 in Eisenhofen bei Dachau; † 14. Dezember 1973 in München) war ein deutscher katholischer Theologe und kirchlicher Widerstandskämpfer im Dritten Reich. Von 1941 bis 1945 war er als Sonderhäftling in den Konzentrationslagern Sachsenhausen und Dachau interniert. Ab 1947 war er Weihbischof im Erzbistum München und Freising.

## Leben

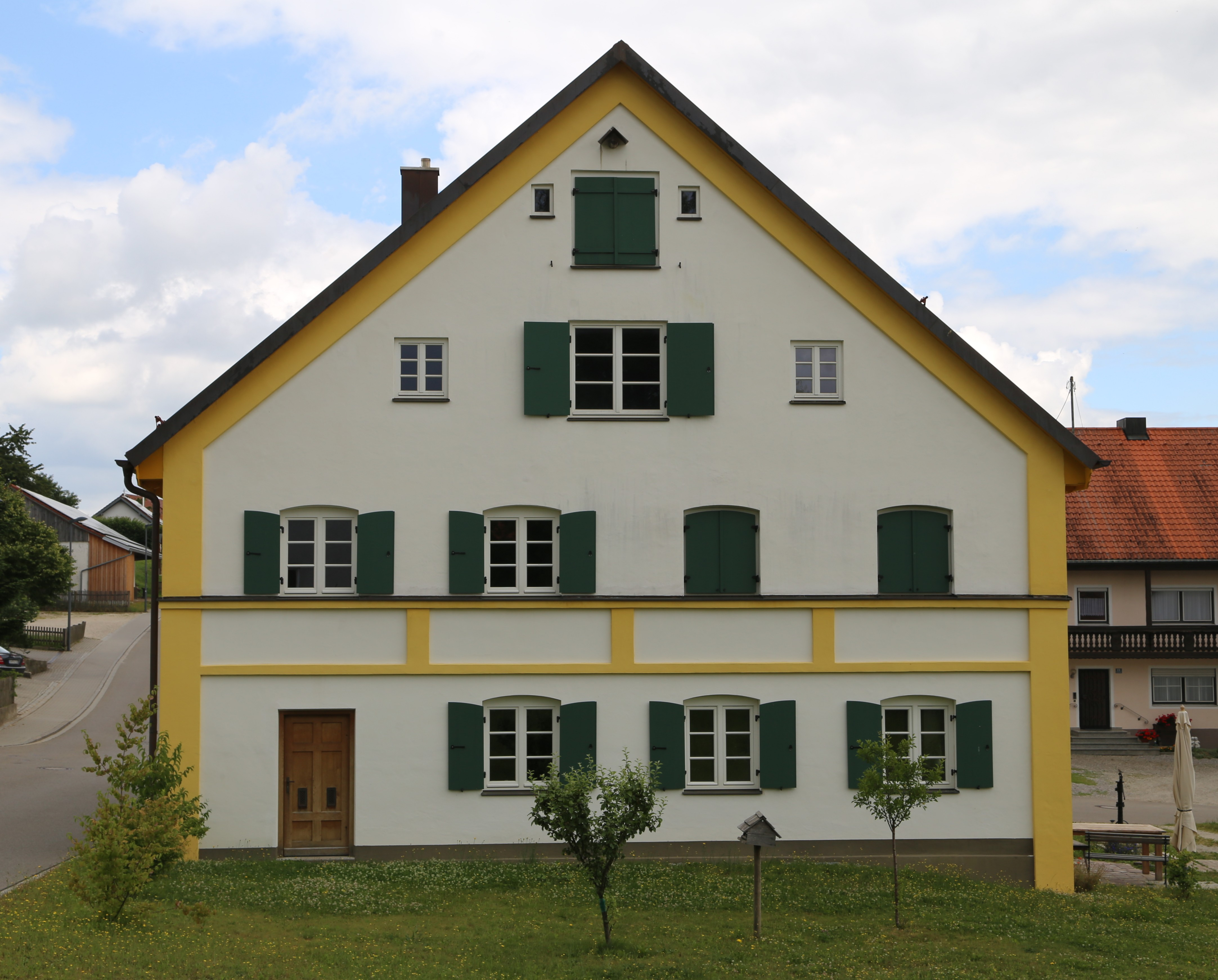
Geburtshaus von Johannes Neuhäusler (2016)

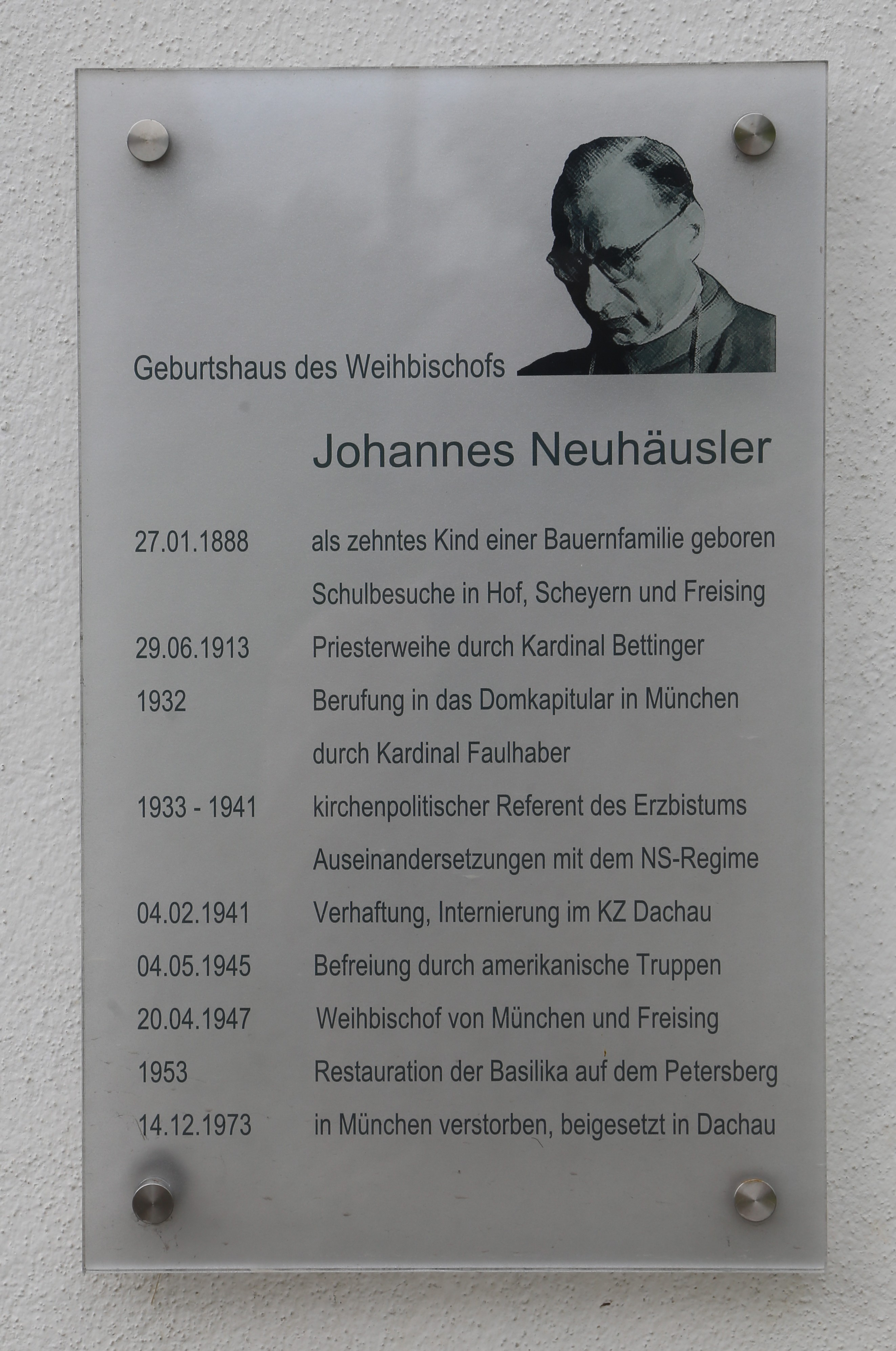
Infotafel am Geburtshaus

Neuhäusler stammte aus einer bäuerlichen Familie und hatte neun Geschwister. Seine Eltern Magdalena und Georg betrieben neben der Landwirtschaft einen Kaufladen und einen Getreidehandel. Nach dem Besuch der Volksschule im ehemaligen fürstbischöflichen Schloss Eisenhofen in Hof wurde der Elfjährige 1899 für fünf Jahre ins Erzbischöfliche Seminar ins Kloster Scheyern geschickt, an dem er seine Berufung zum Priester erfuhr. Auch im Gymnasium in Freising glänzte er durch gute Noten und bestand 1909 die Aufnahmeprüfung für das renommierte Priesterseminar Georgianum in München. Seine Priesterweihe erfolgte am 29. Juni 1913 durch Kardinal Bettinger im Dom zu Freising.
Nach drei Jahren der Seelsorge als Kaplan in Oberaudorf wurde Neuhäusler nach München berufen, wo er als Generalsekretär des „Ludwigs-Missionsvereins“, der 1838 gegründeten ältesten und größten Missionsorganisation in Bayern, tätig war und 1925 das Bayerische Pilgerbüro gründete. Als Anerkennung hierfür wurde er zum Päpstlichen Ehrenkämmerer ernannt und durfte 1926 seinen Vorgesetzten, den Münchener Erzbischof Kardinal Michael von Faulhaber, zum Eucharistischen Weltkongress nach Chicago begleiten.
Im Jahr 1928 war er bei der Gründung des Missionsärztlichen Instituts Würzburg beteiligt, von dessen Trägerverein er Erster Vorsitzender wurde. Im Exerzitienhaus Fürstenried begründete er das Spätberufenenseminar St. Matthias und folgte 1932 dem Ruf Faulhabers ins Domkapitel. Dieser ernannte ihn unmittelbar nach der „Machtergreifung“ zum kirchenpolitischen Referenten des Erzbistums mit dem brisanten Auftrag, ein sorgfältiges Dossier über die Übergriffe des Nazi-Regimes auf die katholische Kirche zu erstellen und gegen diese diplomatisch zu intervenieren.

## Kampf gegen den Nationalsozialismus
Neuhäusler fühlte die Schwere und Gefahr dieses Auftrags, führte ihn aber von 1933 bis 1941 gehorsam aus, „bis eben das eintrat, womit ich an ungezählten Tagen der dazwischen liegenden acht Jahre immer wieder gerechnet hatte – meine Verhaftung“, wie er in seinem Buch Amboß und Hammer schreibt. Schon in der Pfingstwoche 1933 wurden auf dem von Neuhäusler mitorganisierten „Internationalen katholischen Gesellentag“ in München viele Teilnehmer aus aller Welt von SS-Leuten geschlagen und Kolpingembleme von SA-Angehörigen zerstört, so dass die Veranstaltung vorzeitig abgebrochen werden musste. Schriftliche Proteste und persönliche Vorsprachen Neuhäuslers an höchsten Stellen waren fruchtlos und brachten ihn selbst schon frühzeitig in das Visier der Gestapo, die ihn 1934 kurzfristig verhaftete.
Die kirchenpolitischen Missionen erfolgten in engem Kontakt mit dem päpstlichen Nuntius in München, Kardinalstaatssekretär Eugenio Pacelli, der ihm als späterer Papst Pius XII. im April 1942 über Kardinal Faulhaber Grüße „von Pater Eugen“ ins KZ nach Dachau schicken ließ. So wurde unter Neuhäuslers Mitarbeit am 13. Januar 1937 in einer Denkschrift der katholischen Bischöfe bei der Reichsregierung Beschwerde gegen die fortdauernde Verletzung des Reichskonkordats erhoben. Benannt wurden laut Neuhäuslers Erinnerungen ausdrücklich:
- Hetze gegen den Heiligen Stuhl,
- Behinderung von Glaubensverkündigung und Kultus,
- Beschlagnahme von Hirtenbriefen,
- Beschimpfung des Klerus,
- staatliche Verwendung von Geistlichen ohne bischöfliche Erlaubnis,
- Unterdrückung der Orden,
- Verletzung kirchlichen Eigentums,
- Fesselung des schulischen Religionsunterrichts,
- Kampf gegen die Bekenntnisschule,
- antichristliche Lehrer sogar in Bekenntnisschulen,
- religionsfeindliche Lehrerbildung,
- Unterdrückung klösterlicher Privatschulen,
- Abbau klösterlicher Lehrkräfte,
- Terror gegen katholische Beamte,
- Vernichtung katholischer Berufsvereinigungen,
- Hetze gegen das Konkordat und seine einseitige Auslegung.

Um eine Eskalation der Konfrontation zum NS-Regime zu vermeiden, musste Neuhäusler auch innerkirchliche Kritiker zur Zurückhaltung ermahnen und ließ z. B. eine Denkschrift des katholischen Priesters Emil Muhler verschwinden. Im August 1940 erreichte er durch Verhandlungen mit der Gestapo, dass der Jesuitenpater Rupert Mayer nach sieben Monaten Einzelhaft im KZ Sachsenhausen in das Benediktinerkloster Ettal zur „Konfinierung“ verlegt und ihm dadurch vermutlich das Leben gerettet wurde. Um die Bitte von Papst Pius XI. („Schicken Sie uns verlässliche Berichte“) erfüllen zu können, bediente sich Neuhäusler „mutiger Briefträger“, in erster Linie des Rechtsanwalts Josef Müller, des sogenannten „Ochsensepps“, des späteren ersten Vorsitzenden der CSU, der alle geheimen Berichte Neuhäuslers nach Rom brachte.
Über Josef Müller und Robert Leiber SJ wurden Pius XII. und über ihn auch der britische Botschafter im Vatikan Osborne regelmäßig über die Situation informiert.

## Verhaftung und Internierung in Sachsenhausen und Dachau
Schon frühzeitig musste Neuhäusler mit einem „Hammerschlag“ gegen sich rechnen und war oft für den Gang ins Gefängnis vorbereitet, so z. B., als er im Juni 1936 den geschlossenen Widerstand des gesamten Diözesanklerus gegen das polizeiliche Verbot eines Hirtenbriefes organisiert hatte, mit dem die bayerischen Bischöfe die Vertreibung der klösterlichen Lehrkräfte aus den Schulen von allen Kanzeln herab öffentlich verurteilten, und ebenso, als er im Jahr darauf Druck und Verteilung von über 40.000 Exemplaren der päpstlichen Enzyklika Mit brennender Sorge betrieb. Doch erst am 4. Februar 1941 wurde er – zu diesem Zeitpunkt unerwartet – verhaftet. In seinem Buch Saat des Bösen vermutet Neuhäusler als Anlass hierfür die Veröffentlichung des Buches The Persecution of the Catholic Church in the Third Reich (London 1940 und New York 1942, Autor anonym), dessen Material unverkennbar seine Herkunft aus Bayern verriet und vom Vatikan ins Englische übersetzt worden war. Es folgten drei Monate Einzelhaft im Berliner Polizeigefängnis, am 24. Mai die Überstellung ins KZ Sachsenhausen, wo Neuhäusler von einem SS-Mann mit einer Ohrfeige „begrüßt“ wurde, und am 10. Juli 1941 der Rücktransport nach Bayern ins KZ Dachau, zusammen mit seinen Weggefährten Pfarrer Karl Kunkel, Michael Höck, dem Chefredakteur der Münchner Katholischen Kirchenzeitung, sowie dem evangelischen Pastor Martin Niemöller.

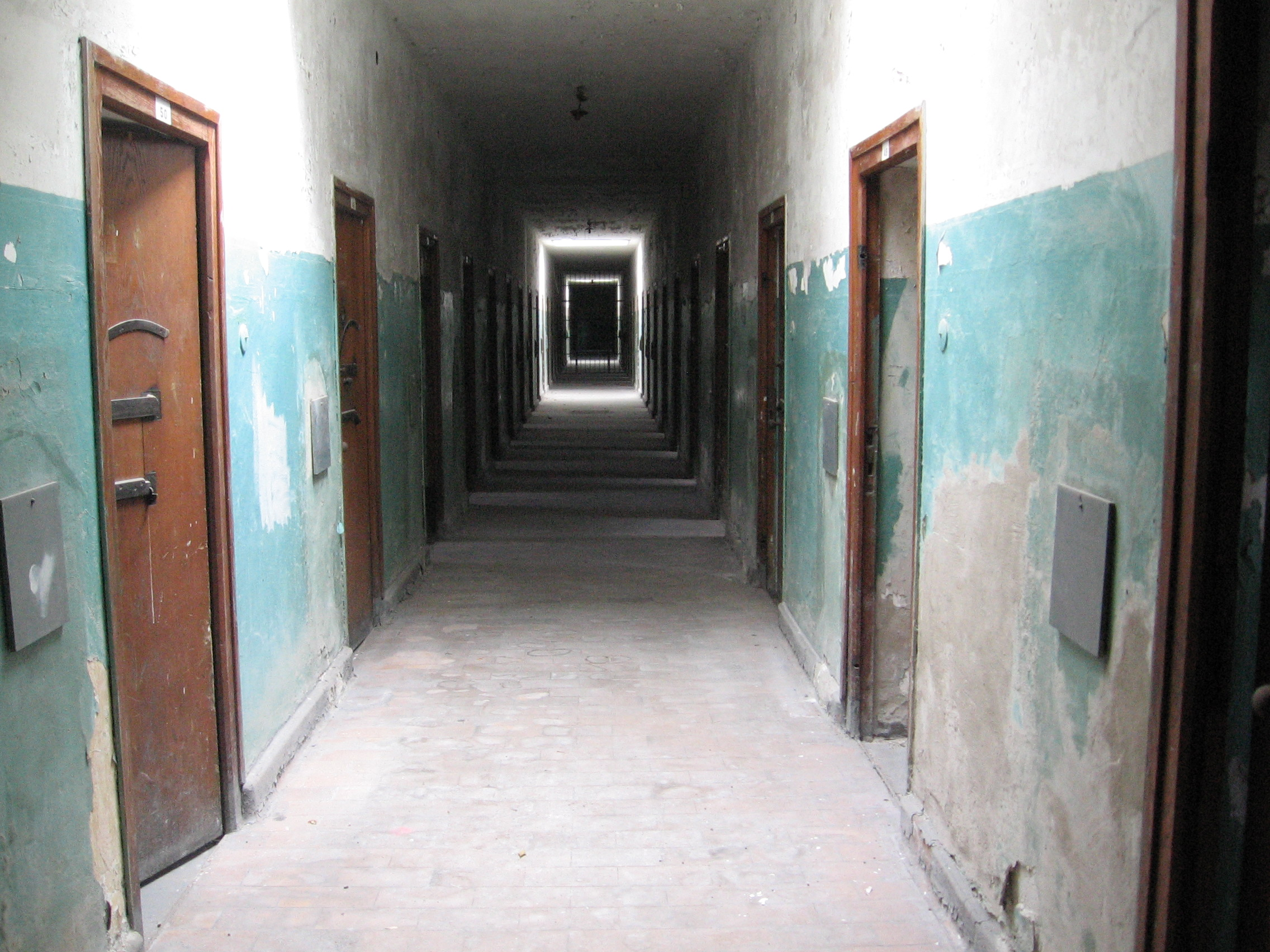
Der Bunker, in dem Sonderhäftlinge wie Neuhäusler untergebracht waren

Hoffnungen der Gestapo, Niemöller würde womöglich durch Bekehrungsversuche seiner katholischen Mithäftlinge konvertieren und sich als Vorkämpfer der Bekennenden Kirche kompromittieren, wurden von allen Geistlichen durchschaut, die sich stattdessen durch gegenseitige Hilfe und gemeinsame Gottesdienste ihre dortige fast vierjährige Haftzeit erleichterten. In Dachau kam es auch zu einem kurzen Kontakt mit Georg Elser, dem „Bürgerbräuattentäter“.

## Befreiung
Am 24. April 1945, nach über vierjähriger KZ-Haft, wurde Neuhäusler zusammen mit weiteren Dachau-Häftlingen (unter ihnen der ehemalige österreichische Bundeskanzler Schuschnigg, der evangelische Theologe Martin Niemöller, die Kabarettistin und spätere Ordensfrau Isa Vermehren, Angehörige der Widerstandskämpfer vom 20. Juli 1944 aus den Familien Stauffenberg und Goerdeler, Prinz Wilhelm von Preußen, Generaloberst Halder und Reichsbankpräsident Schacht) von der SS per Autobus nach Südtirol transportiert. Ein Fluchtangebot während einer Autobuspanne am Brennerpass ließ er ungenutzt, um seine 135 Mitgefangenen nicht im Stich zu lassen. Am 30. April bzw. 4. Mai erfolgte die Befreiung der Sippen- und Sonderhäftlinge in Niederdorf im Pustertal durch Wehrmachtssoldaten unter der Führung von Hauptmann Wichard von Alvensleben bzw. amerikanische Truppen.
Am 22. Mai 1945 konnte Neuhäusler, der von den Amerikanern nach Rom gebracht worden war, über Radio Vatikan die frohe Botschaft der Befreiung vieler prominenter Gefangener (unter ihnen der ehemalige französische Ministerpräsident Léon Blum, der ungarische Premierminister Miklós Kállay sowie Angehörige der Familien Stauffenberg und Goerdeler) übermitteln und tags darauf Papst Pius XII. persönlich Bericht erstatten.

## Nachkriegszeit
Schon unmittelbar nach seiner Befreiung begann Neuhäusler mit der Niederschrift seines Hauptwerkes Kreuz und Hakenkreuz, das mit einem Geleitwort von Kardinal Faulhaber im März 1946 veröffentlicht wurde. Es dokumentiert den Widerstand der katholischen Kirche gegen den Nationalsozialismus und wendet sich auch gegen Kirchenkritiker.
Im Dachau-Hauptprozess sagte Neuhäusler als Zeuge aus. Am 8. Februar 1947 wurde er von Papst Pius XII. zum Titularbischof von Calydon und zum Weihbischof in Freising und München ernannt. Die Bischofsweihe spendete ihm Kardinal von Faulhaber am 20. April des Jahres. Mitkonsekratoren waren der Bischof von Fargo, Aloysius Muench, und der Apostolische Vikar von Schweden, Johann Evangelist Müller. Am 29. Oktober 1950 weihte er im Dom zu Freising den angehenden Priester Joseph Ratzinger zum Diakon. Im Jahr 1955 wurde er Dompropst des Münchener Metropolitankapitels. Johannes XXIII. ernannte Weihbischof Neuhäusler 1961 zum päpstlichen Thronassistenten. Er nahm ab der zweiten Sitzungsperiode am Zweiten Vatikanischen Konzil teil. Während der durch die Arbeit des Konzils bedingten langen Abwesenheiten von Julius Kardinal Döpfner übernahm er in der Erzdiözese München und Freising zahlreiche Firmungen.
Obwohl er in KZ-Haft gewesen war, setzte Neuhäusler sich nach dem Krieg viele Jahre lang für deutsche Kriegsverbrecher ein, die im Ausland inhaftiert waren, und verhalf NS-Tätern zur Flucht. Unter seinem Vorsitz wurde das „Komitee für kirchliche Gefangenenhilfe“ gegründet, aus dem die Stille Hilfe für Kriegsgefangene und Internierte hervorging, die sich ebenfalls in der Unterstützung von NS-Tätern betätigte. Neuhäuslers Rechtsberater und Geschäftsführer des Komitees, Rudolf Aschenauer, vertrat vor Gericht Kriegsverbrecher und war im rechtsextremen Milieu aktiv.

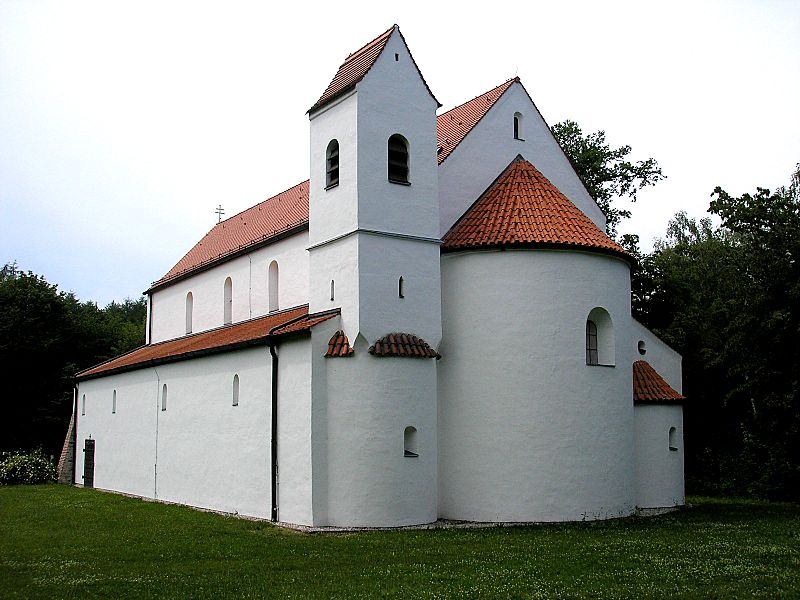
Petersbergbasilika, Ansicht von Südosten

Im Jahr 1953 initiierte Neuhäusler in Erfüllung eines während der Haftzeit gefassten Gelübdes die Restauration der Basilika auf dem Petersberg in der Nähe seines Heimatdorfes Eisenhofen, Gemeinde Erdweg bei Dachau. Von 1968 bis 1972 war er Regionalbischof der Region Nord des Erzbistums München und Freising. Zusammen mit dem evangelischen Bischof Theophil Wurm, Florentine Rost van Tonningen und Helene Elisabeth von Isenburg gründete er 1951 den Verein Stille Hilfe für Kriegsgefangene und Internierte. Er organisierte 1960 als enger Mitarbeiter von Joseph Wendel den 37. Eucharistischen Weltkongress in München und weihte auf dem Gelände der späteren KZ-Gedenkstätte Dachau die „Todesangst-Christi-Kapelle“ ein, die „seither eine Wallfahrtstätte für Zehntausende aus aller Welt“ ist, wie er später dankbar schrieb. 

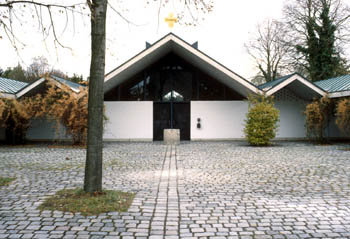
Innenhof des Karmels Heilig Blut in Dachau

Im Jahre 1964 wurde mit seiner Unterstützung an der Nordseite des ehemaligen Konzentrationslagers Karmel Heilig Blut, ein Konvent der Unbeschuhten Karmelitinnen gegründet. In der Kirche des Karmels fand er, als er nach schwerer Krankheit am 14. Dezember 1973 in München gestorben war, auch seine letzte Ruhestätte.

## Rolle im Zusammenhang mit institutionalisierter sexualisierter Gewalt
Das am 20. Januar 2022 veröffentlichten Gutachten einer Münchener Anwaltskanzlei zum Thema „Sexueller Missbrauch Minderjähriger und erwachsener Schutzbefohlener durch Kleriker sowie hauptamtliche Bedienstete im Bereich der Erzdiözese München und Freising von 1945 bis 2019“ behandelt die persönliche Verantwortlichkeit Neuhäuslers im Zeitraum Januar 1961 (Wahl zum Kapitularvikar) bis April 1962 (Tätigkeit als Generalvikar).
Ende der 1950er Jahre wurde ein Priester von dem damaligen Generalvikar Fuchs in einem Kloster untergebracht, nachdem sexuelle Handlungen mit einem zehnjährigen Schüler bekannt geworden waren (Fall 21 des o. g. Gutachtens). Dieser Priester wurde deswegen wenig später wegen fortgesetzter Unzucht mit Abhängigen in Tateinheit mit fortgesetzter Unzucht mit einem Kinde in Tateinheit mit der erschwerten Unzucht zwischen Männern zu einer Haftstrafe von einem Jahr und sechs Monaten verurteilt. Der damalige Kapitularvikar Neuhäusler war über diese Verurteilung informiert.
In dem vorstehend geschilderten Fall gelangten die Gutachter mit der erforderlichen Sicherheit zu der Einschätzung, dass das Handeln Neuhäuslers als fehlerhaft zu beanstanden sei. Neuhäusler habe die kirchenrechtlich in derartigen Fällen geforderten Maßnahmen (Einleitung einer Voruntersuchung sowie Mitteilung an die Heilige Kongregation des Heiligen Offiziums) nicht durchgeführt. Ferner seien keinerlei Aktivitäten Neuhäuslers mit Blickrichtung auf die möglichst umfassende Betreuung der durch den Priester Geschädigten, einschließlich entsprechender Hilfsangebote, erkennbar.

## Auszeichnungen
- 1947 Ehrendoktorwürde der Universität München
- 1953 „Goldkreuz des Heiligen Jahres“ verliehen von Papst Pius XII.
- 1958 Großkreuz des Bundesverdienstordens
- 1959 Bayerischer Verdienstorden
- 1963 Ehrenmedaille der Stadt München
- 1974 wurde postum eine Schule des Franziskuswerks Schönbrunn (Landkreis Dachau) nach Johannes Neuhäusler benannt.

## Zitate
- „Ich halte Ihnen zugute, daß Sie noch keine Diktatur erlebt haben, am allerwenigsten eine Diktatur von Menschen, die kein Gewissen und keine Verantwortung wußten und entschlossen waren, sie rücksichtslos zu gebrauchen. Nie werden Sie sich vorstellen können, wie schwer da oft eine Entscheidung fiel, vor allem, wenn man sie nicht nur für die eigene Person zu treffen hatte, sondern damit für andere, vielleicht für Hunderttausende verantwortlich wurde und ihre Freiheit und ihr Leben zu gefährden fürchten mußte. Diese Schwierigkeiten sollten Sie bedenken. Dann würden Sie mit Ihrer Kritik gegen die katholische Kirche und ihre Bischöfe sicher zurückhaltender sein.“
- „Ich weiß keinen Stand, der in jener Freiheit und Leben bedrohenden Terrorzeit so geschlossen, so offen, so mutig Widerstand geleistet hätte, wie es der bayerische Klerus am 21. Juni 1936 getan hat. (in einem Hirtenbrief, der sich gegen die Verbannung von Ordensfrauen aus dem Schuldienst wandte, d.V.) Als ‚höheren Befehl‘ erachtete und befolgte er nicht den der Gestapo, sondern den der Bischöfe, als es galt die Gottes- und Menschenrechte zu verteidigen.“
- „Durch Feuer und Wasser schritten wir, doch Du führtest uns in die Freiheit.“, „Singt seines Namens lichtvollen Glanz, preist seinen Ruhm!“ (Psalm 66, zitiert als Schlusswort in den Erinnerungen Amboß und Hammer)

## Schriften
- Kreuz und Hakenkreuz. Der Kampf des Nationalsozialismus gegen die katholische Kirche und der kirchliche Widerstand. Verlag d. Kath. Kirche Bayerns, München 1946.
- Zeugen der Wahrheit, Kämpfer des Rechts gegen den Nationalsozialismus. Verlag d. Kath. Kirche Bayerns, München 1947.
- Festpredigt zur Überführung d. H. H. P. Rupert Mayer S. J. in die Unterkirche des Bürgersaals in München am 23.5.1948. Verl. d. Kath. Kirche Bayerns, München 1948.
- Die Altarweihe. Verlag d. Kath. Kirche Bayerns, München 1948.
- Die Bischofs-Weihe: Zusammenfassung der Riten zur Konsekration. Zusammengestellt v. Johann Neuhäusler, Echter-Verlag, Würzburg 1949.
- What was it like in Concentration Camp at Dachau? An attempt to come closer to the truth. Transl. from German in: Johannes Neuhäusler [Hrsg.], Trustees for the Monument of Atonement in the Concentration Camp at Dachau. Munich/Dillinger, Manz, (um 1955–um 1961).
- Richtlinien der deutschen Bischöfe für die Feier der heiligen Messe in Gemeinschaft. (Für d. Inh. verantwortl.: Joh. Neuhäusler), Erzbischöfl. Ordinariat, München 1961.
- Wie war das in Dachau? Ein Versuch, der Wahrheit näherzukommen. Kuratorium für Sühnemal KZ Dachau, Verlagsanstalt vorm. G. J. Manz AG, München/Dillingen 1960.
- Saat des Bösen. Kirchenkampf im Dritten Reich. Manz Verlag, München 1964.
- Amboß und Hammer. Erlebnisse im Kirchenkampf des Dritten Reiches. Manz Verlag, München 1967.